# أماريلدو سوزا دو أمارال
أماريلدو سوزا دو أمارال هو لاعب كرة قدم برازيلي في مركز الهجوم، ولد في 2 أكتوبر 1964 في كوريتيبا في البرازيل. لعب مع بوتافوغو ريغاتاس وسيلتا فيغو ولوغرونيس ونادي أوبيراريو ونادي إنترناسيونال ونادي باهيا ونادي تشيزينا ونادي تورينو ونادي ريبيراو ونادي ساو باولو ونادي لاتسيو.

## وصلات خارجية
- أماريلدو سوزا دو أمارال على موقع قاعدة بيانات كرة القدم.إي يو (الإنجليزية)
- أماريلدو سوزا دو أمارال على موقع عالم كرة القدم.نت (الإنجليزية)